# Сын Волка (сборник)
«Сын Волка» (англ. The Son of the Wolf) — сборник рассказов Джека Лондона, впервые изданный в 1900. Действие рассказов происходит на американском Севере, в центре сюжета находится деятельность искателей приключений, одиночек и храбрецов. В рассказах фигурируют несколько персонажей, главным из которых является Мейлмют Кид.
Повествование строится вокруг дикого мира севера Америки, в котором переплетаются национальные, культурные и социальные различия. Джек Лондон, как социалист и член Социалистической партии Америки, обращается к противопоставлению буржуазного общества и мира дикой природы – суровый мир севера Америки кажется ему намного свободнее, чем индивидуалистический порядок цивилизации. Контрастный мир сборника вращается вокруг различных людей: охотников, золотоискателей, авантюристов, бродяг, погонщиков собак. Через своих персонажей Джек Лондон передаёт свои взгляды на героизм, человеческую жестокость, алчность, волю к жизни.

## Описание
В 1897 под воздействием «золотой лихорадки» Джек Лондон отправился на Аляску. Несмотря на то, что ему с товарищами удалось добраться к верховьям реки Юкон и застолбить участок, на котором, несмотря на все усилия, не оказалось золота. Лондон оказался в сложном положении: новый участок можно было застолбить только весной, а впереди его ждала суровая зима. Во время зимовки автор заболел цингой. Подобное стечение обстоятельств вынудило его к 1899 году вернуться в Сан-Франциско. В ходе своего пребывания на Аляске Джек Лондон встретил будущих героев своих произведений, полученный опыт в ходе «золотой лихорадки» Джек Лондон использует в своих будущих работах.
| Оригинальный заголовок          | Русский перевод        |
| The White Silence (1899)        | Белое безмолвие        |
| The Son of the Wolf (1899)      | Сын Волка              |
| The Men of Forty Mile (1899)    | На сороковой миле      |
| In a Far Country (1899)         | В далеком краю         |
| To the Man on Trail (1899)      | За тех, кто в пути!    |
| The Priestly Prerogative (1899) | По праву священника    |
| The Wisdom of the Trail (1899)  | Мудрость снежной тропы |
| The Wife of a King (1899)       | Жена короля            |
| An Odyssey of the North (1899)  | Северная Одиссея       |

## Содержание
Белое безмолвие (The White Silence, 1899). Небольшая группа людей, состоящая из друзей Кида и Мэйсона, а также его женщины Рут, пробираются сквозь снежную бурю на собаках. Кид и Мэйсон более семи лет вместе преодолевали различные опасности Севера, однако в споре за прекрасную индианку по имени Рут победителем стал Мэйсон. У группы искателей приключений заканчиваются припасы, одновременно с этим собаки ослабевают, а голод и мороз представляют настоящую опасность. Неожиданно происходит ужасное событие. Старое дерево падает прямо на Мэйсона, травмируя ему позвоночник и внутренние органы. Он не может идти, а его ноги парализованы. У Мэйсона нет никаких шансов спастись, поэтому он просит Кида позаботиться о беременной Рут и не отправлять её обратно в родное племя. Мэйсон говорит о том, что Рут должна попытаться дать их сыну ту жизнь, о которой они с ней всегда мечтали. Кид пытается найти пропитание, чтобы не бросать друга на верную смерть. Однако из-за снежной бури все животные пропали. Рут подчиняется воле Мэйсона и оставляет его, Кид сооружает подобие могилы для своего старого друга и оставляет его в снежной буре.
Сын Волка (The Son of the Wolf, 1899). Некий Маккинзи, бирюк и одиночка, много лет назад потерявший жену, направляется в ставку племени стиксов, чтобы найти себе новую невесту. По прибытии в становище Маккинзи одаривает племя подарками и в ходе пира обращает внимание на прекрасную девушку по имени Заринка, дочь вождя племени. После пира Маккинзи направляется в вигвам Заринки и получает в знак её согласия ножны из лосиной шкуры. Однако бирюку необходимо получить согласие вождя племени, который категорически против: «Сын Волка! – возразил ему вождь. – Кета не пара лососю!». В ходе совета индейцев большинство выступили против того, чтобы дать право белому человеку увести женщину из племени. Маккинзи нарекают сыном дьявола, после чего молодой охотник по имени Медведь угрожает Маккинзи. Между Медведем и главным героем начинается схватка, в которой молодой охотник сохраняет преимущество до самого последнего момента. Маккинзи удалось отбросить более крупного Медведя в сторону. В это время шаман племени стиксов выпускает стрелу в Маккинзи, но попадает в только что вставшего охотника. В этот же момент Маккинзи удалось метнуть нож в шамана и убить его. Схватка закончилась, искатель приключений приказывает Заринке встать впереди упряжки и отправляется в путь. 
На сороковой миле (The Men of Forty Mile, 1899). События рассказа разворачиваются на посту, находящимся на сороковой миле. Главным героем рассказа является Мэйлмют Кид. Люди на посту страдают от безделья, иногда начиная редкие беседы. Неожиданно двое старых приятелей начинают ссору, которая привела к решению провести дуэль – стреляться. Один из них должен будет умереть. Мэйлмют Кид вмешивается в поединок и устанавливает условие, что тот из двух, кто останется в живых после дуэли, будет сам повешен. Тем не менее, слова Кида не повлияли на дуэлянтов, они сохранили намерение стреляться, когда вдруг появилась бешеная собака – один из дуэлянтов выстрелил в собаку, тем самым разрешив конфликт. 
В далеком краю (In a Far Country, 1899). Рассказ посвящён судьбе Картера Уэзерби. Картер был простым клерком, пока в один день не решил оставить контору и отправиться на Север – искать золото. Он стал членом партии золотоискателей, к которой присоединился Перси Катферт. По весне золотоискатели отправились на поиски, у Большого медвежьего озера проводники начали отказываться продолжать путь, запас продуктов подходил к концу, мороз становился всё сильнее. Страх смерти и тяжести пути изменили Картера и Перси до неузнаваемости, между ними начались конфликты. В январе после кражи сахара у Уэзерби между ними началась драка, в ходе которой Перси Катферт погиб 
За тех, кто в пути (To the Man on Trail, 1899). Рассказ описывает Рождество золотодобытчиков. Многие из них уже давно не были дома. Все они съехались из разных мест, чтобы вместе провести праздник. Неожиданно в дверь постучал достопочтенный Уэстондейл, который выглядел странно. Он рассказал золотодобытчикам, что пытался догнать похитителей своей упряжки — Уэстондейл проводит несколько часов с золотоискателями и, восполнив силы, отправляется в путь. Спустя 15 минут в хижину стучатся полицейские, как выяснилось, Уэстондейл ограбил банк на 40 000 долларов и находится в бегах. Полицейские не успевают передохнуть и отправляются дальше в погоню. Все присутствующие удивились, что хозяин хижины помог Уэстондейлу. Хозяин объяснил собравшимся, что никогда не встречал человека более достойного, чем Уэстондейл. Хоть он и ограбил банк, но украл он ровно столько, сколько из его денег на совместное предприятие проиграл его компаньон. А деньги ему нужны для его новорождённого ребёнка и семьи, более того, он всю жизнь работал в поте лица и никогда не делал зла. 
По праву священника (The Priestly Prerogative, 1899). Рассказ посвящён отношениям между мужчиной и его женой. Эдвин Бентам получил своё положение в обществе благодаря удачной свадьбе, её советы, поддержка и указания сделали его успешным человеком. Тем не менее, Эдвин разлюбил свою жену и стал грубым. Его жена завела любовника и почти была готова оставить Эдвина, когда в их отношения вмешивается священнослужитель. 
Мудрость снежной тропы (The Wisdom of the Trail, 1899). История о индейце-проводнике Ситка Чарли, который отлично понимал мудрость снежной тропы, но также сумел достигнуть того, что не могли достигнуть другие – он ладил с белыми людьми. У него было два помощника, которые в одну из вылазок предают его и нарушают Закон Чести. 
Жена короля (The Wife of a King, 1899). Мэйлмют Кид и его друг-музыкант Джек Харрингтон помогают организовать в Доусоне танцевальный клуб. В День Благодарения победу на карнавале одерживает индианка с белыми корнями, жена некоронованного короля Кола Галбрэта, несмотря на участие в конкурсе известной танцовщицы. Её отец был белым, но погиб во льдах, а мать – индианка. В ходе рассказа индианка получает несколько уроков о том, как быть более светской, однако мораль рассказа кроется в том, что девушка превосходит по моральным качествам ту культуру, частью которой она так хочет быть. 
Северная Одиссея (An Odyssey of the North, 1899). Мэйлмют Кид и Стэнли Пирс сидят в хижине Кида, где впервые встречаются с незнакомцем, между собой они дают ему кличку – Улисс (латинизированная форма греческого имени мифического царя Итаки Одиссея). Во второй раз герои встречают Улисса в сопровождении Акселя Гундерсона и его жены, они направляются к месту под названием Кутнэй, где, по мнению Улисса, находится золотая жила. Спустя несколько недель Мэйлмют Кид и Стэнли Пирс встречают раненного Улисса с признаками обморожения у порога хижины. Спустя некоторое время Улисс приходит в себя и рассказывает историю своей жизни. Его зовут Наас, он родился на Алеутских островах и был сыном вождя, он встретил и влюбился в девушку по имени Унга, которая была дочерью вождя из враждующего племени. Их родители погибли в битве друг с другом, Наас и Унга должны пожениться, но во время шторма к островам прибивает шхуну с Акселем Гундерсоном, который похищает девушку и увозит с собой. Наас проводит многие годы, скитаясь по свету, и наконец находит их – они не узнают его, обманом и ложью Наас убеждает их отправиться на Север, поддавшись «золотой лихорадке», они отправляются с ним. Аксель умирает от голода на дне ущелья, Наас рассказывает Унге, как он скитался по свету, чтобы только найти её, однако Унга не разделяет чувств Нааса, ранит его ножом и остаётся с мёртвым Акселем. Наас возвращается в хижину Кида, чтобы вернуть ему долг.

## Критика
Некоторые критики утверждают, что Джек Лондон придерживался всю жизнь так называемой "доктрины превосходства белого человека" и никак не мог преодолеть ее. Вот что пишет американский литературовед Филип Фонер:
"От Спенсера и его последователей Геккеля и Кидда Лондон усвоил псевдонаучное представление, явившееся серьезной ошибкой в его мышлении,- доктрину превосходства белых, доктрину, которой он придерживался до конца жизни". И дальше: "Одна из настойчиво повторяющихся тем в произведениях Лондона - превосходство над всеми белого человека, человека нордической расы, англосакса".
Однако в контексте сборника «Сын Волка» можно увидеть абсолютно противоположную картину, которая подтверждает необоснованность обвинений Джека Лондона в «доктрине превосходства белого человека».   
Превосходство белого человека над нравами индейцев можно увидеть лишь в двух рассказах: «Сын Волка» и «Северная Одиссея». Белый человек тут предстаёт победителем и прирождённым бойцом. Тем не менее, образы героев связаны не с их цветом кожи и культурной принадлежностью, а с их нравственными убеждениями. Джек Лондон в этих рассказах обращается к ницшеанскому образу «сверхчеловека» - жестокому, решительному, способному, оппортунисту. 
Более того, белый человек в рассказах Джека Лондона зачастую проигрывает в сравнении с дикими индейцами и их убеждениями. Особенно это заметно в рассказах «Белое безмолвие» и «Жена короля»: «Рут была мне хорошей женой - лучшей, чем та, другая», - говорит умирающий Мэйсон. А индианка из рассказа «Жена короля» за счёт своих нравов, упорства и убеждений смогла победить представителей «белой» культуры. Лондон многократно обращается к нравам индейцев, как натуралист, он ценит их чувство свободы и приверженность своим идеалам. 
Напротив, белый человек у Джека Лондона – такой же объект критики, как и буржуазное общество, его восхваление жестокости и уверенности является следствием его приверженности философии жизни и ницшеанства.